# Smrk (Rychlebské hory)
Smrk (1127 m) (německy Fichtlich) je nejvyšší hora Rychlebských hor a nachází se 5 km severozápadně od Ramzovského sedla. Vlastní vrchol hory je zalesněn smrkem, nachází se zde vrchoviště Malení s typickou rašelinnou vegetací, které je chráněné jako přírodní památka. Poblíž vrcholu se nachází historické trojmezí Moravy, Slezska a Polska (Kladska). U trojmezí se nacházel nouzový přístřešek s lavičkami, který byl v roce 2019 odstraněn a rozcestí turistických značek.

## Přístup
Na Smrk je nejlepší přístup z Ramzovského sedla a Petříkova po místní červené značce, vedoucí přes vrchol na rozcestí Smrk hraničník (5 km), nebo po méně strmé modré značce (6 km). Další možností je žlutá značka z Horní Lipové přes Lví horu (8 km).